# Esquines de Esfeto

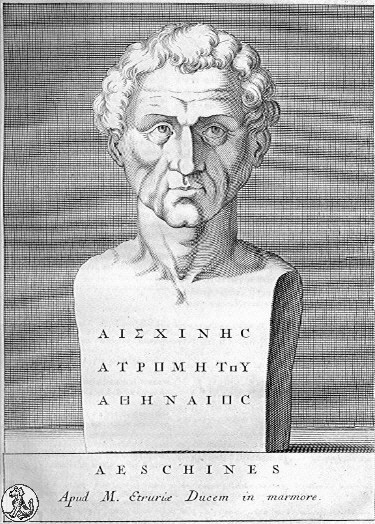
Representación de Esquines socrático.

Esquines de Esfeto, conocido también como Esquines socrático, fue un filósofo discípulo de Sócrates. Nació en el 425 a. C y murió en el 350 a. C Los historiadores le llaman «Esquines socrático», para distinguirlo del orador ateniense, también llamado Esquines.
Es mencionado en el Fedón de Platón como uno de los que estuvo presentes a la hora de la muerte de su maestro en el año 399 a. C.
Según Diógenes Laercio, Esquines escribió siete diálogos socráticos.
- Alcibíades
- Aspasia
- Axioco
- Calas
- Milcíades
- Rinón
- Telauges

En el busto que se ve en la imagen de la derecha se lee: «Aeschines Atrometou Athenaios»; que significa: «Esquines de Atenas, hijo de Atrometos». Junto con Platón, Lisias o Jenofonte, Esquines fue uno de los discípulos de Sócrates que se vio en la obligación de poner por escrito la enseñanza socrática.